# رافاييل غونزاليس روبلس
رافاييل غونزاليس روبلس (بالإسبانية: Rafael González Robles)‏ (25 أكتوبر 1970 في إسبانيا - ) هو لاعب كرة قدم إسباني في مركز حراسة المرمى. شارك مع منتخب إسبانيا تحت 23 سنة لكرة القدم. أما مع النوادي، فقد لعب مع ريال أوفييدو وريال سبورتينغ خيخون وكوفنتري سيتي وكولتورال ديبورتيفا ليونيسا ونادي مالقا وريال أفيليس ‏.

## وصلات خارجية
- رافاييل غونزاليس روبلس على موقع قاعدة بيانات كرة القدم.إي يو (الإنجليزية)
- رافاييل غونزاليس روبلس على موقع Soccerbase.com (لاعب) (الإنجليزية)